# Сельское поселение Куршская коса
Се́льское поселе́ние Ку́ршская коса́ — упразднённое муниципальное образование в составе Зеленоградского района Калининградской области.

## География

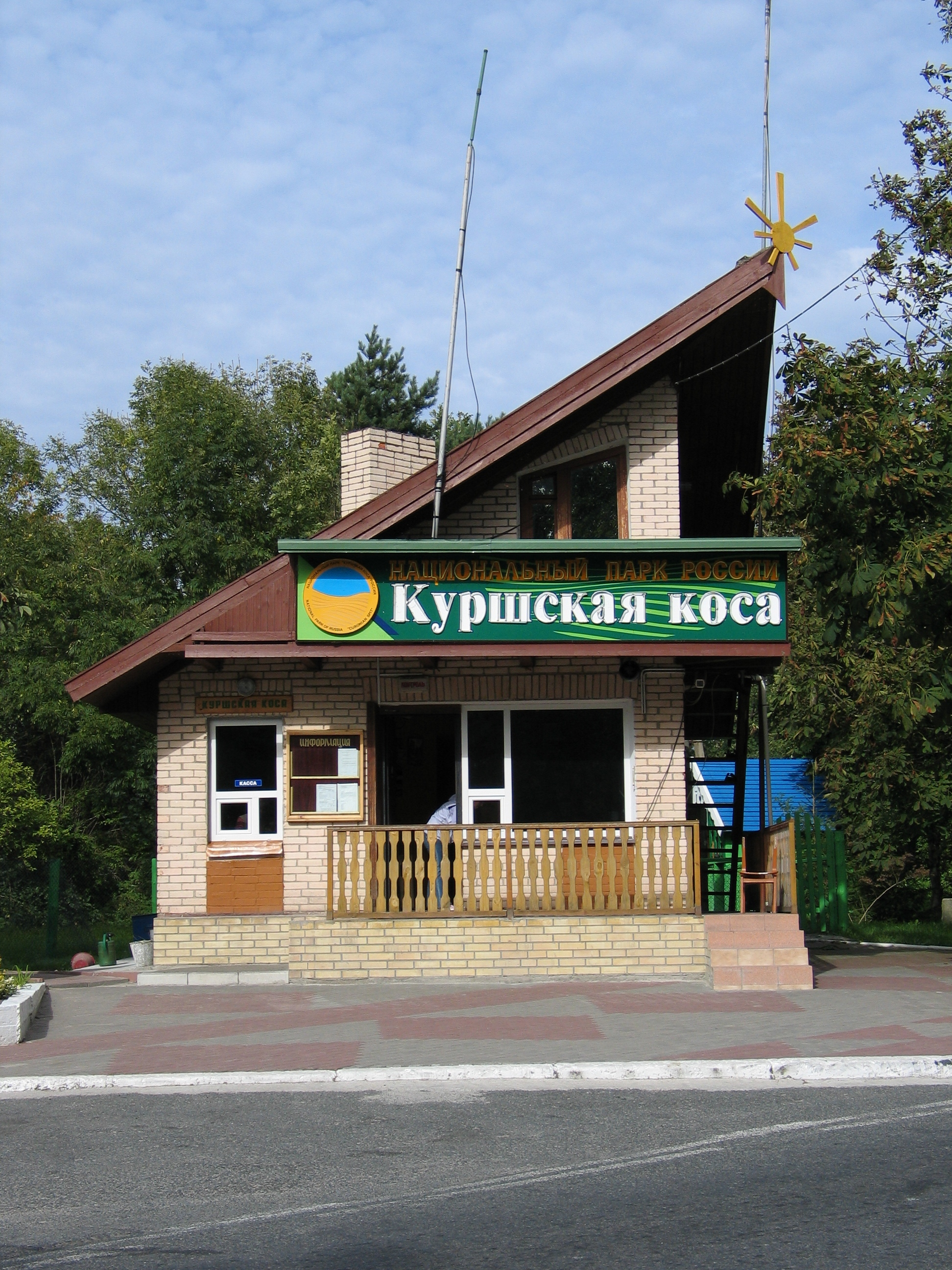
КПП «Куршская коса» с российской стороны

Поселение занимает южную часть полуострова Куршская коса. На Куршской косе находится граница с Литвой, имеется погранпереход. Общая протяжённость автомобильных дорог — 78 км. Действуют автобусные маршруты Зеленоградск—Морское и Калининград—Клайпеда.

## История
Сельское поселение образовано 18 февраля 2005 года в соответствии с Законом Калининградской области № 501. В его состав вошла территория Куршского сельского округа.
Законом Калининградской области от 27 апреля 2015 года № 420, 1 января 2016 года все муниципальные образования Зеленоградского муниципального района — Зеленоградское городское поселение, Ковровское, Красноторовское, Переславское сельские поселения и сельское поселение Куршская коса — были преобразованы, путём их объединения, в Зеленоградский городской округ.

## Население
| 2010 | 2012  | 2013  | 2014  | 2015  |
| ---- | ----- | ----- | ----- | ----- |
| 1309 | ↘1290 | ↘1262 | ↘1253 | ↘1237 |

## Состав сельского поселения
В состав сельского поселения входят 3 населённых пункта
- Лесной (посёлок) — 344[4]
- Морское (посёлок) — 126[4]
- Рыбачий (посёлок, административный центр) — 839[4]

## Экономика
На территории сельского поселения нет промышленных предприятий. Это связано с тем, что здесь находится Национальный парк «Куршская коса». Имеется рыболовецкий колхоз «Труженик моря», основная деятельность — добыча и обработка рыбы. ФГУ Национальный парк «Куршская коса» занимается охраной природных комплексов и туристско-рекреационной деятельностью, а также ведет заготовку и реализацию деловой древесины и дров для нужд населения. Важной отраслью экономики становится туризм. Имеется гостиничный комплекс «Альтримо», комплекс «Досуг» и гостиница «Куршская коса».

## Социальная сфера
В посёлках Рыбачий и Лесной находятся Дома культуры и библиотеки. В Рыбачьем располагаются средняя школа и детский сад «Золотая рыбка».

## Достопримечательности
- Национальный парк «Куршская коса»

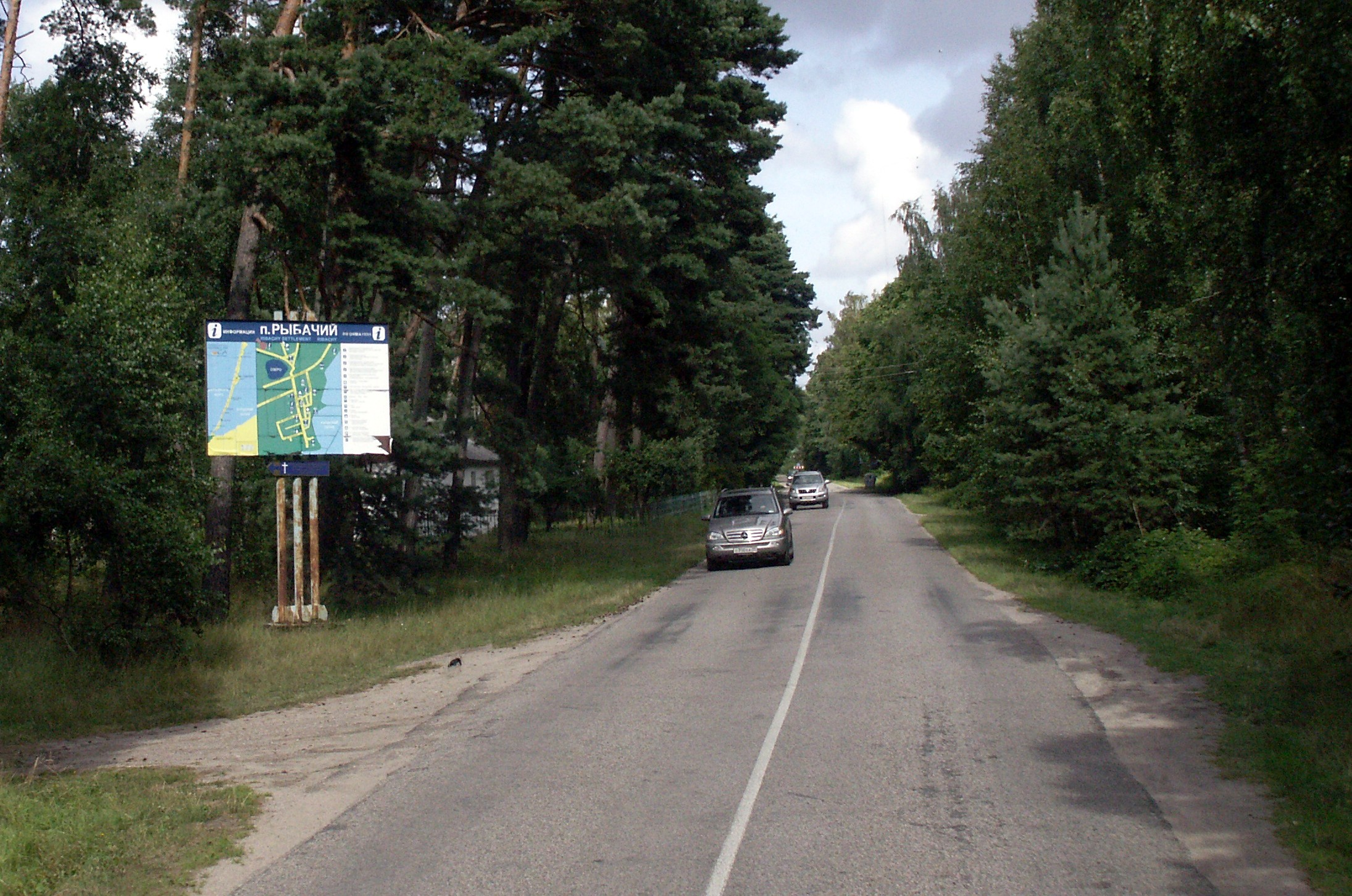
Шоссе на Куршской косе у въезда в посёлок Рыбачий

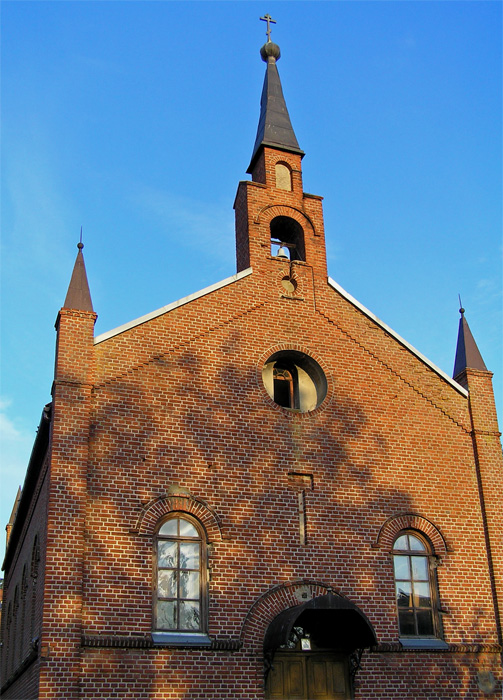
Церковь Сергия Радонежского в поселке Рыбачий, бывшая лютеранская кирха.

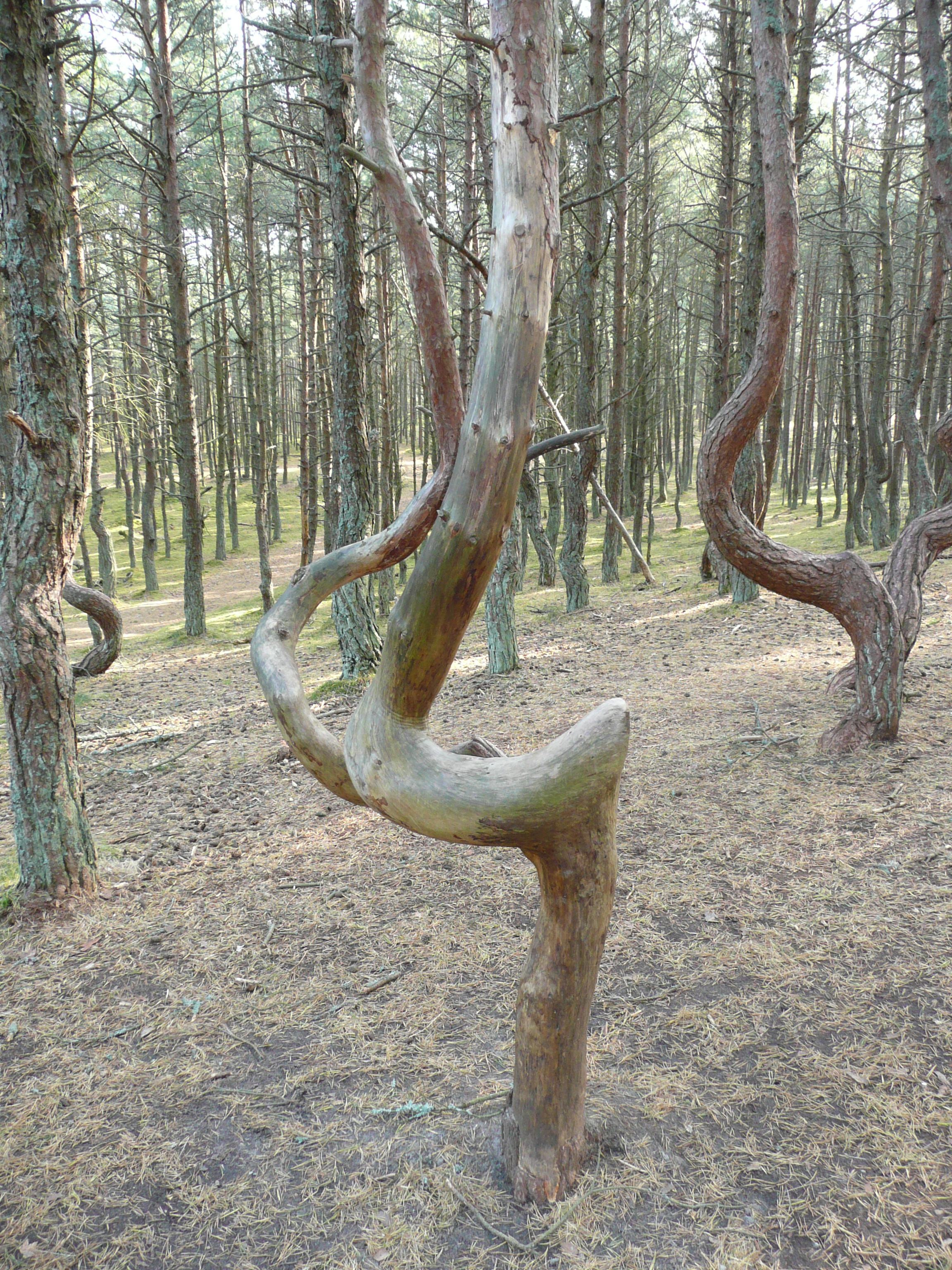
Танцующий лес на Куршской косе

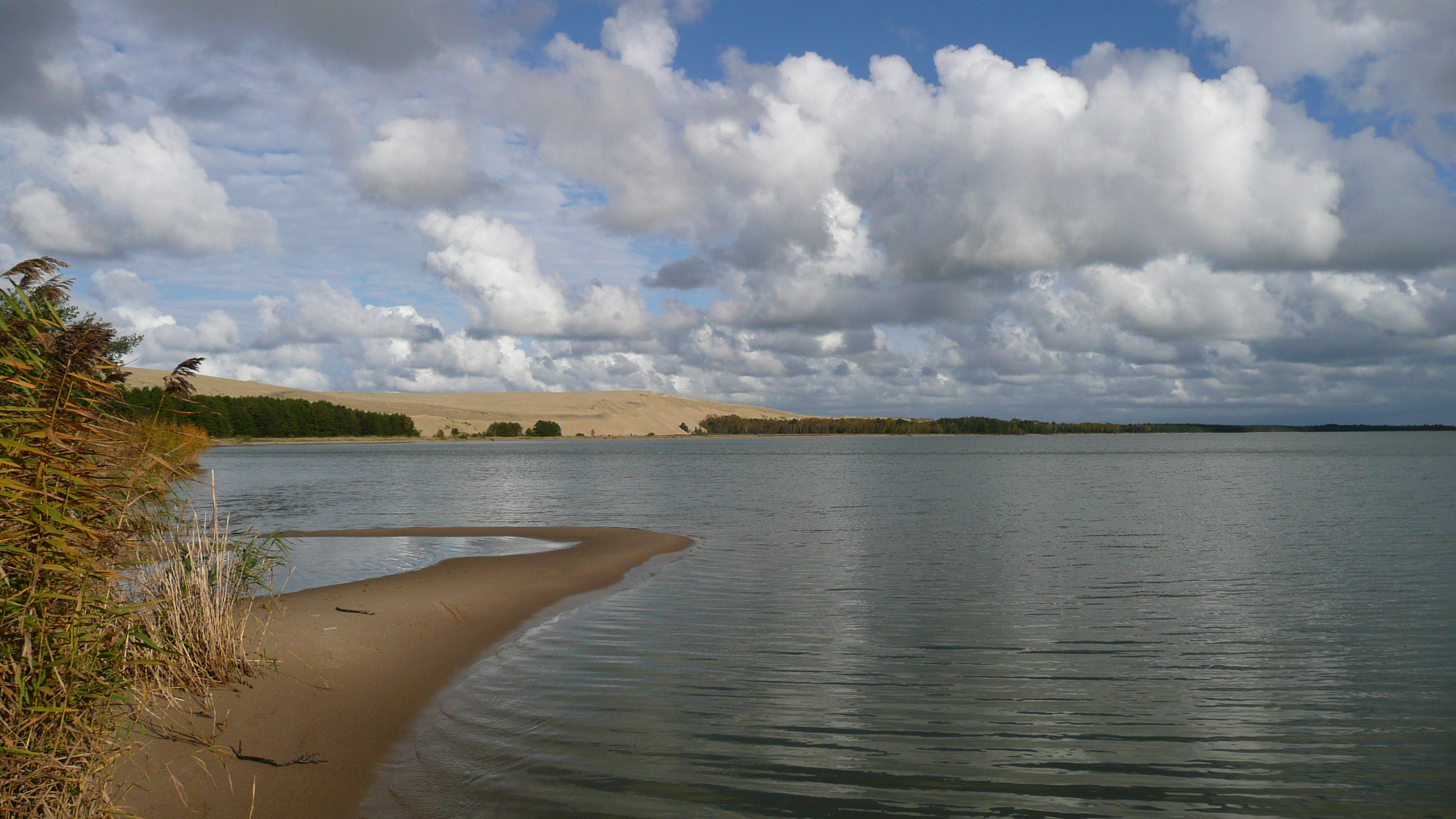
Вид с озера Лебедь на залив

- биологическая станция «Рыбачий» Зоологического института Российской Академии наук, основанная в 1901 году орнитологом Иоганнесом Тинеманном (1863—1938)
- бывшая лютеранская кирха, построенная в 1873 году, сейчас в этом здании располагается православный храм святого Сергия Радонежского — посёлок Рыбачий ул. Гагарина
- могила Иоганнеса Тинеманна в Рыбачьем
- могила инженера Франца Эфа (1828—1904) в Рыбачьем
- православный храм в посёлке Лесной
- озеро Чайка